# 심포닉 레인
《심포닉 레인》(シンフォニック=レイン, symphonic rain)은 2004년 3월 26일 일본의 고가도 스튜디오(工画堂スタジオ)의 〈검은 고양이 팀(くろねこさんちーむ)〉에서 발매한 전연령 대상 컴퓨터 게임이다. 대한민국에서는 2007년 9월 18일에 한국후지쯔에서 온라인 다운로드 형식으로 발매하였다.

## 개요
음악을 담당한 오카자키 리츠코의 「Ma memoire」에서 프로듀서인 가이아미노 리아키(貝阿弥範明)가 착상을 얻어 기획하였다. 고가도 스튜디오 웹 사이트내 애장판의 소개 페이지에는 '핵심'이라고 쓰여 있을 만큼 오카자키의 음악으로부터 강한 영향을 받고 있다. 또, 게임 발매 직후인 동년 5월 5일 사망한 오카자키 리츠코의 유작이라고도 할 만한 작품이다. 애장판에 포함된 CD에 쓰여 있는 기록이나 게임 발매 시기로부터 추정할 수 있듯이, 곡은 투병 중에 만든 것이다. 이 사실을 생각하면서, 게임을 한 후에 더욱 숙연해진다는 사람도 있다.
가상의 악기 「포르테르」를 키보드로 연주하는 리듬게임적인 요소도 있기 때문에, 《엔젤릭 콘서트》, 《엔젤릭 세레나데》에서 이어지는 고가도 스튜디오의 음악 어드벤처 시리즈의 3번째 작품으로 취급하는 경우도 있다. 하지만, 리듬게임 부분은 게임 내 설정으로 무시하고 게임을 진행할 수도 있기 때문에, 리듬게임적인 요소는 큰 영향을 끼치지 않는다. 오히려, 치밀하게 복선이 짜여진 시나리오, 부드러운 색조의 원화, 캐릭터의 심정을 표현한 음악 등의 요소를 잘 버무린 점이 특징이다.

## 역사
- 2004년 3월 26일 - 일본어판 발매
- 2004년 5월 26일 - 캐릭터 송 앨범 「RAINBOW」발매
- 2004년 8월 26일 - Symphonic Rain digital picture collection 발매
- 2004년 11월 11일 - 『交響樂之雨』라는 제목으로 중국어판 발매
- 2004년 12월 29일 - 오카자키 리츠코의 유작 앨범 「For RITZ」, 일본과 대한민국에서 발매
- 2005년 6월 24일 - 애장판 발매(일본)
- 2007년 9월 18일 - 한국어판 발매. 애장판을 한글화하여, 게임포스(www.gamefos.co.kr)에서 다운로드 서비스개시
- 2007년 11월 22일 - 보급판 발매(일본)

## 스토리
일년 내내 비가 내리는 거리 피오바에서, 포르테르 연주자가 되기 위해 그 곳의 음악학교에 다니는 주인공은, 졸업을 얼마 남기지 않았음에도 졸업 연주의 파트너를 아직 정하지 못했다. 주인공은 무사히 파트너를 찾아서 졸업 연주를 성공시킬 수가 있을까? 아니면…….

## 등장 캐릭터
캐릭터 이름의 상당수는 이탈리아어에서 따왔다.(단, 게임을 끝낼 때까지 그 의미를 조사하는 것은 피하는 것이 좋을 듯하다.)

### 메인 캐릭터
- 크리스 베르틴 (Chris) / 미야시타 마치오
17세의 소년으로 주인공이다. 포르테르 연주자가 되기 위해 고향을 떠나 홀로 살며 피오바 음악학원에 다니고 있다. 사람을 사귀는 것이 서툴러, 토르타와 아시노 이외의 친구는 전혀 없다. 성격은 언제나 마이 페이스. 졸업 연주에 대해서도 그다지 의욕이 없다. 포르테르과 3 학년이다.
- 아리에타 피네 (Arietta Fine) / 나카하라 마이
17세의 소녀로 크리스와 사귀는 중이다. 크리스와는 장거리 연애 중이며 1주일 간격으로 편지를 주고 받고 있다. 토르타의 쌍둥이 언니다. 애칭은 '알'이다.
- 토르티니타 피네 (Tortinita Fine) / 나카하라 마이
피오바 음악학원 성악과 3학년생인 17세의 소녀이다. 알의 쌍둥이 여동생이며, 크리스의 파트너 찾기를 돕는다. 그에겐 말 못할 비밀이 있으니……. 애칭은 '토르타'이다.
- 포니 (Phorni) / 카사하라 히로코
소리의 요정이다. 크리스가 사는 아파트에서 살고 있다. 키는 약 14센티미터 정도이다. 왠지 모르지만 크리스 이외의 사람한테는 모습이 안보인다. 노래하는 것을 정말 좋아하며, 틈만 나면 크리스에 앙상블을 하자고 졸라댄다.
- 파르시타 포세트 (Falsita Fawcett) / 아사노 마스미
전 학생회 회장으로 음악학원 성악과 3학년인 17세의 소녀. 누구한테나 상냥한 우등생이다. 애칭은 '파르'다.
- 리세르시아 체자리니 (Liselsia Cesarini) / 오리카사 후미코
포르테르 1학년 2반에 속해 있는 15살의 소녀다. 매우 조용한데다, 주위로부터 따돌림을 당하고 있는지라, 평소에는 사람이 없는 구교사에 있을 때가 많다. 애칭은 '리세'.

### 서브 캐릭터
- 코델 베르드나시 (Cordell) / 아사카와 유우
피오바 음악학원 포르테르과에서 크리스와 아시노를 가르치고 있다.
- 아시노 아르티에이레 (Asino) / 와타나베 하야토
크리스의 몇 안되는 친구중 하나이다. 역시 포르테이르과 3학년생이며, 꽤나 오만해 그다지 좋은 성격이라 할 수는 없다. 크리스의 재능을 질투하고 있다.
- 닌나 피네 (Ninna Fine) / 와다 미치루
알과 토르타의 할머니이며, 현재 피오바에 살고 있다. 눈이 거의 보이지 않고, 다리도 좋지 않다. 토르타와 같이 살고 있다. 토르타의 몇 안되는 이해자이다.
- 그라베 체자리니 (Grave Cesarini) / 나가노 코이치
리세의 아버지이다. 유명한 포르테르 연주자며, 나쁜 의미로 '귀족다운 성격'을 지녔다 할 수 있다. 음악에 대해서는 매우 엄격하며, 그의 강의를 받는 학생을 스스로 선택하지만, 매년, 대부분의 학생을 쳐낸다. 딸에 대해서도, 잔혹한 행동을 취한다.

## 한국어판의 번역 상태
- 2007년 9월에 온라인 다운로드 형식으로 한국후지쯔에서 발매한 심포닉 레인의 한국어판은, 매우 부실한 번역을 보여 준다. 예를 들어, 리세르시아의 성우인 오리카사 후미코를 오리카사 토미코라고 오기한다든가, 도저히 정상적인 한국어 문장이라 할 수 없을 만큼 부실한 문장 구조라든가, 심지어는 Shift-JIS 코드로 작성된 일본어 문장을 그대로 완성형 한국어 코드로 보여준다든가 하는 경우도 있다. (당연히, 이 경우에는 '아무 의미 없는 한글 문자의 나열'만이 화면에 나타난다.) 이에 대해서 유통사 측에서는 아무런 반응을 보이고 있지 않다. 게임 온라인 다운로드 판매 사이트인 게임포스(www.gamefos.co.kr)에서 구매할 수 있다.

## 캐릭터 노래
모두 10곡이 실렸으며, 작사·작곡은 모두 오카자키 리츠코가 했다.
- 하늘 저 편에(空の向こうに)

편곡 : 니시와키 다쓰야　노래 : 오카자키 리츠코, 여는 곡으로 쓰였다.
- 눈물이 뺨을 흘러도(涙がほおを流れても)

편곡 : 니시와키 다쓰야 노래 : 오카자키 리츠코, 닫는 곡으로 쓰였다.
- 비밀(秘密)

편곡 : 미쓰무네 신키치　노래 : 나카하라 마이
- 언제나 환한 미소를(いつでも微笑みを)

편곡 : 하세가와 도모키　노래 : 나카하라 마이
- 비 내리는 musique(雨のmusique)

편곡 : 아베 쥰　노래 : 아사노 마스미
- 멜로디(メロディー)

편곡 : 소가와 도모지　노래 : 아사노 마스미
- lyce enne(リセエンヌ)

편곡 : 소가와 도모지 노래 : 오리카사 후미코
- Hello!

편곡 : 이세 도모미지　노래 : 오리카사 후미코
- fay

편곡 : 하세가와 도모키 노래 : 가사하라 히로코
- I'm always close to you

편곡 : 이세 도모미지 노래 : 가사하라 히로코

## 스탭
- 원화 - 시로
- 시나리오 - Q'tron, 니시카와 마오토
- 음악 - 오카자키 리츠코
- 오프닝 동영상- ufotable